# Maijana rackae
Maijana rackae är en spindelart som beskrevs av Pekka T. Lehtinen 1981. Maijana rackae ingår i släktet Maijana och familjen Tetrablemmidae. Inga underarter finns listade i Catalogue of Life.